# 宮本から君へ
『宮本から君へ』（みやもとからきみへ）は、新井英樹による日本の漫画作品。新卒営業マンの主人公が、恋や仕事に不器用ながらも成長し、自分なりの生きざまを見つけていく物語である。
新井英樹の連載デビュー作であり、講談社『モーニング』誌上に、1990年35号から1994年34号にかけて掲載された。単行本は講談社より全12巻（モーニングKC）。後に全6巻（KCデラックス）。2009年には太田出版より全4巻の豪華本を刊行。『定本』には2009年時点の主人公周辺のエピソード『はんぶんくらい』が新規書き下ろしで収録されている。また、講談社はモーニングKC版をオンデマンド配信している。
1992年度第38回小学館漫画賞青年一般部門受賞。
2018年4月に連続ドラマ化され、2019年9月には映画が公開された。

## 作品解説
作者の新井英樹によると、題名を映画『まごころを君に』（1968） の作品名に由来するという。主人公の職場として漫画に登場するマルキタの社屋は作者が実際に社員として働いていたセキセイ東京本社がモデルとなっている。

## あらすじ
大学を卒業して都内の文具メーカー・マルキタの営業マンになった宮本浩は、未熟で、営業スマイルひとつ出来ず、自分が社会で生きていく意味を思い悩んでいる。
山手線の渋谷駅で毎朝見かける美しい女性に恋をした宮本は、その女性がトヨサン自動車の受付嬢である甲田美沙子であることを突き止めアタックし、いったんは成功するもののすぐにその恋は破れてしまう。失恋の痛手を忘れようと、仕事に打ち込もうとするが、ライバル営業マン・益戸の嫌がらせを受けて大口の仕事を奪われてしまう。
マルキタを辞めて独立した先輩・神保の知人である中野靖子と恋に落ち、靖子と腐れ縁にある風間裕二に向かって「この女は俺が守る」と宣言した宮本は、靖子と結ばれてやっと幸福な時間を手に入れることが出来るが、取引先の部長の息子で大学ラグビーの花形選手・真淵拓馬に靖子をレイプされてしまう。その時、泥酔して寝ていた宮本は、すぐそばで靖子がレイプされていたのに気付かず、靖子に絶縁される。怒った宮本は、力の差が歴然としている拓馬に復讐を誓うのだった。

## 登場人物
宮本浩
本作品の主人公。作中では東京都千代田区飯田橋に所在する文具メーカー・マルキタの営業部員。24歳。最初は人生の方向性が定まらず、何をしても失敗していた。やがて、先輩の神保と営業をするようになってからは何事にもがむしゃらに立ち向かっていくようになる。人生が良い方向に行きかけてはすぐ挫折してしまうことを繰り返し、自らを「幸せ貧乏人」と称していた。中野靖子と結ばれ、靖子をレイプした真淵拓馬を叩きのめすことで「俺という男の凄さ」に気づき、一度は絶縁した靖子に向かって「俺の人生はバラ色で、このすごい俺がお前も生まれてくる子供も幸せにしてやる」と宣言する。その後、言葉通りに靖子との間に6男4女の子をもうけ、仕事も家庭生活も幸運続き。とどめにロト6で1億円の大当たりを当てるが、5000万円を寄付した慈善団体が実は巨大詐欺グループであり、その被害に遭う。
冒頭では神奈川県横浜市大倉山の大倉山記念館付近にある実家から通勤している姿が描かれていたが、甲田美沙子への失恋を経て独立を決意し、JR東日本赤羽駅から徒歩15分の木造アパート「ひなぎくハウス」201号室に転居した。靖子との同棲生活や、最終回における靖子の自宅出産もこのアパートを舞台として描かれている。
名前は作者がファンであると公言しているエレファントカシマシのヴォーカル宮本浩次からつけられている。
中野靖子
北海道小樽市出身。作中では東京都港区新橋に所在するコンピューター関連会社・コスモスシステム社員。26歳。説教癖があり、大の男がウジウジしているのを嫌う男勝りの性格だが、心がもろい一面も持っている。遊び人の風間裕二と同棲していたが、宮本の「この女は俺が守る」という宣言を聞いて感激し、宮本の胸に飛び込んでしまう。紆余曲折の末に宮本と結ばれ、最初の子供を自宅で出産。6男4女の母になり、後日談では更に一人の子供を身ごもっている場面が描かれている。初登場の場面では、宮本と結ばれることをいきなり明かさないために、わざと高齢の落ち着いた女性として、また顔もやや醜く描かれていた。田島は性格のきつい靖子を「つり目のいじわるねえさん」と評している。
靖子の住むマンションは、東京都北区飛鳥山と設定されている。また、靖子が宮本のアパートに忘れたジャケットを宮本が届ける場面、風間裕二を追い出して靖子と宮本が初めて結ばれるエピソード、真淵拓馬を叩きのめした宮本が自転車で靖子のもとに駆けつける場面では、1993年に閉鎖解体されたスカイラウンジを擁した飛鳥山公園の風景が描かれていた。閉鎖直前の時期にあたるスカイラウンジの内部も描かれている。
甲田美沙子
自動車メーカー・トヨサンの受付嬢。宮本が毎朝JR東日本山手線の渋谷駅で見かける美しい女性。意を決した宮本に声をかけられ交際を始めるが、実は以前に付き合っていた男性と別れたばかりであり、なかなか宮本に心を許さない。合コンに知人を連れてきて、彼女を宮本に押しつけようとする一面も持っている。やがて宮本と本格的に交際を始めるが、別れた男性と再会すると宮本の前から去っていく。しかしその恋もすぐに破局を迎え、靖子と結ばれた宮本と偶然再会すると、もう一度戻ってきてほしいと懇願するが、宮本に罵倒される。宮本は、美沙子が自分をきっぱりあきらめるようにあえて乱暴な態度に出たのだが、美沙子はその宮本の心が最後までわからずただ泣き伏すのみだった。
美沙子が勤務するトヨサン東京本社の外観は、東京都文京区後楽のトヨタ自動車東京本社ビルがモデルとなっている。
田島薫
宮本と同期の、マルキタの営業部員。自称ロンリーウルフ。関西弁で喋る。常に宮本の相談役をさせられていて、自分には恋の話ひとつないのに宮本から恋の話を聞かされてイライラすることもある。偶然出会った綾部栞に恋をして、いつも彼女が自分についてくるので、きっと栞も自分に気があると思い込んでいるが、栞は本当は宮本のことを想っていることに次第に気づいていき、何とか栞の気持ちを引き寄せようと必死になる。真淵拓馬に復讐しようとする宮本に、どんな巨漢でも一撃で倒す「キンタマ攻撃」を伝授する。後日談では、年下らしい女性と結婚している姿が描かれている。作者は「宮本の次に思い入れがある人物」と語っている。
京王電鉄京王線芦花公園駅付近のマンションに在住。
風間裕二
靖子と同棲している遊び人。ヒモのような生活をしているが、作中ではヒモとは言っていない。あちこちに愛人がいるらしい。小説家志望と言っていて、街でナンパした女にはペンネームが「小林多喜二」であると言う。映画館で同性愛の男に犯されそうになった宮本を助けて、一緒に酒を飲んだ後で宮本を連れてきたのが靖子の家だった。靖子が宮本と関係があることを知っていったんは靖子に暴力を振るうが、宮本が必死で靖子を守ろうとする姿を見て手を引く。しかし、レイプされて宮本と絶縁した靖子が助けを求めるとすぐに駆けつけてきて靖子を優しい言葉で慰める。ところが、靖子が妊娠していて、それが裕二の子か宮本の子かわからないと告げられると堕ろすように忠告する。以前靖子と別れようとして自分が胃癌だと嘘をついたら、靖子が毎日お百度参りで裕二の無事を祈っていたことを宮本に話し、靖子がいい女であること、そんな靖子を土壇場で裏切るなと宮本に言った。
神保和夫
マルキタの営業マンで宮本の先輩。28歳。マルキタを退職し独立する事を考えており、最後の仕事となる大東製薬別製のプレゼンで宮本と仕事をともにし、宮本に営業のノウハウを教える。ライバル営業マンの益戸に妨害されて大東製薬の仕事をいったんは取り損なうが、宮本の度外れた熱意に圧され、益戸に吠え面をかかせるために、駄目になりかけた仕事にとことんしがみつく。いつも笑顔の「営業には得な顔」をしているが、最初の頃は営業の仕事が嫌でたまらなかったという。独立後しばらくは仕事が順調で、その輝いた姿が宮本を焦らせることもあったが、やがて独立して立ち上げた新会社が経営不振になり、宮本に弱音を吐くようになる。
神保緑
神保の妻。旧姓は土田。明るい性格だが、出産と夫の会社の経営不振を契機として、愚痴っぽくなり涙もろくなっていく。神保が益戸を目の敵にするようになったのは「俺の女（緑）をブス呼ばわりした」から。
重松
神保の親友でコスモスシステムの「歌って踊れる」プログラマー。神保と新会社を立ち上げようとしている。コワモテの顔だがひょうきんな性格。顔に似合わず子供の頃に読んで感動した『星の王子さま』からバオバブという名前を社名にしようと提案し、靖子に笑われる。靖子には事あるごとに説教され、頭が上がらない。重松が酒の席に靖子を連れてきたことが、宮本と靖子の出会いとなった。
広瀬真理子
コスモスシステム社員で、靖子の親友。医者に「苦労が顔に出ない体質」と言われるほどおっとりとした性格。しかし靖子が真淵拓馬にレイプされると知るとさすがに慌て、子供の時から知っている産婦人科の診断を受けるように靖子に勧める。
月島
広瀬が靖子に紹介した産婦人科の開業医。女医。いったん笑い出すとなかなか止まらない性格。広瀬は靖子がレイプされて感染症にかかってないか心配で月島のもとに連れてきたが、月島は靖子が妊娠しているという意外な事実を告げる。
益戸
大手文具メーカー、コクヨンの営業マン。実質物語前半の主人公のライバルキャラクター。熱くなりやすい宮本や神保とは異なり、クールな性格。人生には興味を持つべきことがたくさんあって、営業の仕事はその一部にすぎないと割り切っているために、神保や宮本を嫌っている。まだ神保のサルマネをするしかない宮本には事あるごとに意地悪をし、「お前なんかはなっからカヤの外」と言い放つ。大東製薬別製（会社名などを添付した既成の事務用品）でマルキタと競合した際には、事前にマルキタの見積価格を聞き出してそれより安い価格を出したり、宮本の出した見積もり価格を操作するなど卑怯な手で宮本と神保を潰そうとする。しかし最後には一人前になった宮本を受け入れ、神保の会社が潰れたことを知ると心配したりする、宮本いわく「本当は心の温かいいい奴」の一面も持っている。
小田三紀彦
マルキタ営業部の課長。関西弁でしゃべる。宮本や田島のお目付け役的な立場で面倒見が良く、宮本が窮地に陥ると常に宮本をかばう。しかし、美沙子と失恋した宮本の愚痴にはさすがに辟易とし、宮本を怒鳴りつけた。人生の方向性に悩む宮本に「俺は社長になるつもりよ」とつい口をすべらせてしまうが、後で宮本に問い詰められると顔を赤らめて否定した。がむしゃらに突っ走る宮本を「人間生きとる事自体わがまま」だからと割り切ってつきあっているが、真淵拓馬を叩きのめした宮本が後始末に小田をつきあわせたことを謝罪すると、「勝手しとって割り食う奴の顔色見るのは卑怯」と釘を刺した。肥満体で人の良さそうな顔をしているが、それは「もともと美男子だった自分を他所の女に取られないために女房が無理矢理太らせたため」だという。
岡崎部長
マルキタ営業部長。だらしない部下たちに威厳を示したいが、いつも宮本の尻拭いをさせられ、小田に説得されて宮本の立場を認めざるを得なくなる。『ザ・ワールド・イズ・マイン』に登場する薬師寺のように、いつも口から大量のよだれを垂らしている。
大芝
マルキタの営業部員。同期の宮本、田島とつるんで行動することが多い。とぼけた性格で、たびたび周囲をイラつかせる。最終回では、幸福の絶頂にある宮本の頭上に桜の花びらが止まっているのを見つけた。
秋葉
マルキタの営業部員。口癖は「こんな会社（仕事）やめてやる」。営業に出てはサボってプールや映画に行っている。大芝を良く誘っているが、大芝にも嫌われている。前半のみ登場。
安達
作中では東京都台東区浅草橋に所在する文具問屋ハタダの営業部員。営業マンというものを心得ていて、神保と益戸は自分が一人前に育てたと自負している。益戸に馬鹿にされた宮本が、ハタダの社内で泣きじゃくりながら益戸に殴りかかると、宮本に「営業失格」を突きつける。しかしヤケクソになった宮本が丸坊主にして再び現れると呆気にとられ、以後宮本の熱意を評価するようになる。大東製薬別製の件で、益戸の陰謀に気づくが神保と宮本に肩入れもせず、公平な競合をさせようとした。
美濃さん
ハタダで配送関係の仕事をしている老人。神保を「チンポ」、宮本を「ポンチ」のあだ名で呼んでいる。神保には色々と世話を焼かれ、神保がマルキタを退職して独立することを知ると、泣きじゃくりながら見送った。
島貫部長
大東製薬と直接取引関係のあるワカムラ文具の営業部長。あだ名はタヌキ親父で、その名の通り益戸と結託して、宮本と神保を蹴落とそうとする。新人の営業マンは一人前じゃないからと、宮本を徹底的に無視する。宮本が大東製薬に提出する見積り書は島貫が書いて印を押さなければならないが、宮本の非常識な行為に腹を立てた島貫が見積りを書かないと言うと、宮本に土下座の姿勢で追いかけられ、無理矢理書かされる羽目になる。謝罪に来た宮本に「1週間以内に仕事を取ってこなければマルキタと契約を打ち切る」と言い、宮本がその約束を果たして以降は、徐々に宮本に心を開いていった。
富永
ワカムラ文具の女子事務員。島貫のセクハラに腹を立てており、宮本が島貫をやり込めることを期待し、応援している。
峰岸直哉
大東製薬販売促進部課長。別製の仕事を定期的にワカムラ文具に発注し、そのたびにマルキタとコクヨンを競合させている。いったんは価格と品質、納期の早さなどからコクヨンを選ぶが、宮本の熱意に興味を持ち、また益戸の不審な行動に疑問を抱いて、決定を先延ばしにした。
徳間
別製を専門に扱うイズミの社員。肥満体で煙草をいつもくわえている女性。大東製薬に別製サンプルを再提出しようとする宮本が、短時間で高級感のあるデザインの別製製品を探すためにショールーム回りをしていて出会う。徳間が見せたサンプルのうち宮本が一番気に入ったものが、偶然にも徳間の初仕事で作ったものだった。
小菅
宮本が徳間に紹介されたさくら広告の社員。過去の仕事の版下が欲しいと頼む宮本を面倒がり、追い返そうとするが、宮本の熱意を好感した上司の命令で、資料室あさりをさせられることになる。やたらと土下座をする宮本を「計算高い」と評する。その時は、宮本はその評を否定するが、後に島貫を土下座で追いかけたことについて、宮本は小菅の評どおりの思惑があったことを神保に告白した。最初はいやいや資料室あさりをしていたが、益戸を見返してやりたい宮本の事情を知ると考えを変えて、宮本が版下を発見すると我が事のように喜んだ。
梶井
さくら広告課長。宮本にどうしても版下が必要な事情を話され土下座までされる。小菅に命じて資料室あさりをさせ、版下の代金を払おうとする宮本に「いつかいい仕事を持ってきてくれればそれでいい」と微笑んで辞退した。
藤沢社長
別製の印刷を専門とする清道社の社長。大東製薬から別製サンプルの再提出を求められた宮本と神保が、シルク印刷を短時間で出来る業者を探しているうちに偶然出会った。神保には昔仕事上のミスで借りがあったがそのままになってしまい、その恩を返すために宮本たちと印刷所探しに奔走する。
飯島保
いいじま印刷社長。父親に先立たれた後家業の印刷所を継ぎ、藤沢に親代わりに面倒を見てもらっていた。藤沢から7時間で別製サンプルのシルク印刷を頼まれて最初は断るが、宮本の熱意に負けて印刷を引き受ける。肥満体で無口だが、無理な注文をした上に「デブ」と罵る藤沢に激怒する。
真淵敬三
泉谷建設資材部部長。宮本が島貫との「1週間以内に仕事を取ってくる」という約束を果たすために飛び込み営業で入った会社の部長。大学時代ラガーだったという巨漢で、いつも部下に手を出している。また激しやすい性質で、いったん怒ると身近にあるものを何でも壊してしまう。親友の大野からは「マムシ」というあだ名で呼ばれており、激昂すると蛇のように「シューシュー」という息を吐く。宮本が持ってきた話がワカムラの島貫との仕事だと知ると、島貫にはかつてさんざんひどい目に遭ったことを思い出して「死んでも島貫とは仕事しねぇ」と突き返すが、激昂した宮本と罵り合いのケンカになり、巨漢の自分に恐れず立ち向かってくる宮本を気に入ってしまう。息子の真淵拓馬が靖子をレイプすると、事情を話さない拓馬を父親として心配し宮本を問い詰めるが、宮本には「親だったら息子を心中覚悟で信じてやれ。貴様ら親に何が出来る」と恫喝され、靖子に事情を聞こうとして裕二に痛めつけられる。真相を知ると拓馬を問い詰めようとして重傷を負い、最後には復讐を遂げた宮本に謝罪する。
大野平八郎
太陽製菓資材部部長。宮本が島貫との約束を果たすために飛び込み営業で入った会社の部長。甘いものが大好きで製菓会社に入社したという人物。真淵敬三とは大学時代同じラグビー部にいた親友同士で、宮本を真淵に紹介する。いつも笑顔でフッフッと笑う温厚な性格だが、甘い物の次にケンカが好きという過激な一面も持つ。大学ラグビー部OBの酒宴に宮本と靖子を無理矢理誘い、「年上の女（靖子）がいるから紹介してやる」と真淵拓馬を呼び出して、拓馬のレイプ事件のきっかけを作った。
真淵拓馬
真淵敬三の息子。実質物語後半の主人公のライバルキャラクター。早明大ラグビー部員で同大学の怪物ナンバー8と恐れられている。たった一撃で、スクラムを組んだ大野とラグビー部OBを跳ね飛ばしてしまうくらいの怪力の持ち主。宮本と靖子と酒の席で出会い、泥酔して眠っている宮本の横で靖子をレイプしてしまう。いったんは追ってきた宮本を撃退するものの、父から問い詰められ、宮本にはしつこく追跡されて家に帰れなくなり、恋人の家に雲隠れしているところを宮本に発見されて対決する。歴然とした力の差を宮本に見せつけるが、宮本が田島に伝授された「キンタマ攻撃」で睾丸を握りつぶされて敗北する。
井上雅夫
宮本の高校時代の同級生。宮本とは親しくなく、いじめを受けていた玉川茂の唯一の友人だった。原付バイクで乗用車と激突する事故で死亡。
玉川茂
愛称は「玉ちゃん」。宮本の高校時代の同級生。歯茎が見えるほどの出っ歯。故人とあまり親しくないくせに雅夫の葬儀に現れた宮本たちを泥酔してなじる。その後宮本の家に泊まり、雅夫に失望させられたある事件のことを告白する。高校時代の宮本とはあまり親しくなかったが、宮本は卒業アルバムで「玉川」を「五川」と誤植されていた件で玉川の存在を覚えていた。
綾部栞
メルシー化粧品販売促進部勤務。22歳。雨に降られた宮本と偶然に出会い、宮本に魅かれる。いつもケラケラ笑っておどけているが、時折真剣な表情をして宮本を動揺させる。宮本が自動車の追突事故で入院中、田島に言い寄られ、田島に気がある素振りを見せるが、本心は宮本を向いている。宮本には靖子がいることを知っているが、エレベーターの中で宮本の手を握って自分の想いを伝えようとする。それが無理だとわかると、宮本と田島の前から姿を消した。また、宮本も栞のことを気にしていたが、田島から「男やったらお母んと惚れた女以外はカスと思え」と説教されて栞への想いを断ち切る。
茂垣裕奈
トヨサン自動車総務部勤務。自分に自信が持てず、何か話そうとすると慌ててパニックをおこす。友人の美沙子から宮本の話を聞いて、前向きに生きている宮本に興味を持ち、宮本たちとの合コンに参加した。その後、仕事がとことんうまくいかず情けない思いをしている宮本と、渋谷で偶然に出会い、ラブホテルで一夜をともに過ごす。小学校の時には自身がいじめられていたことが学級会の議題に上って悔しい思いをしたり、現在も東京で二人暮らしをしている姉に邪険にされて孤独な境遇にある。当初は、宮本と裕奈はラブホテルでセックスまでいくことになっていたが、モーニング編集部からクレームがついて、宮本は美沙子への想いから裕奈に手を出さないというストーリーに変更された。
宮本とラブホテルに行く直前に裕奈が終電で帰宅することを拒否する場面は、国立代々木競技場第一体育館をのぞむ路上が舞台となっている。後に同じ場所を、美沙子は宮本に「渋谷で一番好きな場所」と告げ、宮本は裕奈に後ろめたさを感じながら、美沙子にファースト・キスをした。
物語終盤で、相変わらずパニックを起こして混乱している様子が１シーンだけ描かれた（台詞無し）。
宮本寛治
宮本が自動車の追突事故で担ぎ込まれた病院で、隣のベッドにいるペンキ屋の老人。エロ本を読むことが何よりの楽しみで、エロ発言も連発する。宮本は最初寛治が多くの女性と関係していたのではないかと思っていたが、実は数年前に先立たれた妻以外の女を知らない純情な男だった。宮本と読みが同じの宮本寛という息子がいるが、息子は職人の父親を嫌ってサラリーマンになり、病院にも見舞いに来ない。
亀田
カラオケスナックで泥酔した宮本が居合わせた別の会社のグループとケンカになり、宮本を殴り倒したサラリーマン。素早い身のこなしでパンチをあびた宮本は亀田をボクサーだと思い込むが、宮本にボクサー呼ばわりされると涙を流しながら「僕もただのサラリーマンです。ボクサーじゃありません」と言うが、新井の考えた設定では元ボクサーということになっている。パンチで宮本の前歯を折った。
長山克美
文具店「神武堂文具」の店長で東京事務用品連盟の会長。頑固な老人で新人時代の宮本が訪問を怠ると、マルキタから納入した商品を全部返品してしまう。人と人とのつながりを第一と考えており、座右の銘は「人と人という字を並べて『人々』と読む」。自作の昔話で「ウチに来た営業はみんなちゃんと俺が一人前にしてやった。今じゃそいつらこの俺のためなら命を投げると言ってる」と誇らしげに語る。
桑名
大手文具店「角屋」の納入担当。女性。「おどおどした誠実さ」を売りにする宮本に呆れ返り、マルキタからの仕入れをストップする。前の営業担当だった神保とは仕事以外でも関係が深く、神保は桑名の男の趣味まで知りぬいている。外車に乗っている男が好きだが、BMWの男にひどい目に遭わされたため、今は「大人になって」軽自動車の男と付き合っている。後は積極的になってきた宮本の事を少しずつ認めていき、個人間でも仕事でも良好な関係を築いていく。
石森
銀座の文具店「小森文房具」の主任。いつも煙草をくわえていて、新人時代の宮本にも勧めるが、ぼんやりしていた宮本が石森の煙草を受け取らず自分の煙草に火をつけたために激怒した。その後宮本の仕事が軌道に乗るに従って関係が良くなっていき、最終回ではともに昼食をとりに行く場面が描かれている。
宮本の父
横浜市大倉山に在住。中学校の校長をつとめている。成長するにしたがってだんだん独立した人格を備えて自分から離れていく息子に、毎年3月になると卒業していく生徒たちの姿を重ねて寂しさを味わっている。
宮本の母
専業主婦。いつも元気で活動的に振舞っているが、闇雲に突っ走る息子に驚かされたり悩まされたりすることもある。それでも息子を理解しようと努力してきたが、浩が妊娠した靖子を何も言わずに連れてきて結婚の報告をすると、驚き怒った。息子が巣立っていく孤独に耐えきれず、添い寝する夫の胸に顔を埋めて泣く、弱い一面も持っている。息子は目玉焼きが嫌いだと靖子に言い、「何でも食べるけど、いい顔しない」と言って、息子は靖子が妊娠したから仕方なく結婚するのではないかとさり気なく問いかけた。
靖子の父
小樽市で電機修理業を営んでいる。宮本との恋愛結婚と妊娠を報告に来た靖子に怒りを感じているが表に出さず、宮本が結婚の許しを求めると逆に「君に任せるよ」と口に出してしまう。しかし、靖子と宮本のいないところでは、妻に「親に選択の余地のない話を持ってきて、祝福しろなんて筋が通らない」と言って、娘の身勝手さに対する憤りの感情を吐露した。
子供時代の靖子と父がよく行っていた「小樽一雷がきれいに見える所」のモデルとなっているのは、小樽市祝津のホテル天望閣である。同ホテルは経営難を理由に2002年3月4日倒産。跡地を札幌市のオーブ株式会社が買収し、2003年10月1日にホテルノイシュロス小樽を開業、現在に至っている。
靖子の母
専業主婦。娘の結婚に諸手を挙げて賛成し、応援する。宮本を歓待して、宮本に「小樽一の美人ママ」とほめちぎられる。次女の瑞穂に愛を試された宮本が「愛してますから。俺、靖子と（生まれてくる）子供を愛してます」と宣言すると、人目もはばからずに大粒の涙を流して感激した。
瑞穂
靖子の妹。めがねっ娘の受験生で、東京の大学を目指しているが、姉が東京で妊娠、結婚してしまったことで、自分の上京が両親から許してもらえないのではないかと心配している。後日談の『はんぶんくらい』では、登場はしないが、宮本の子供たちの口によって東京在住であることが明かされている。
宮本と靖子の子供たち
後日談の『はんぶんくらい』に登場。6男4女。本連載の最終回で誕生した長男の幸多は18歳ということになっている。他の兄妹たちは正確な年齢は不詳。4人の娘のうち2人は双生児。二男は暴走族のリーダーらしく、仲間たちに父親が大学の「怪物ラガー（真淵拓馬）とタイマンはって、素手で金玉ひねり潰した男だぜ」と自慢している。幸多は東京大学を目指して受験勉強中で、周囲の大人たちは、父親は幸運続きで大金を手にした男だから学費は心配ないだろうと言うが、宮本からは学費は一切出さないと言われており、学費を稼ぐためにコンビニでアルバイトをしている。
非常に個性溢れる家族だが、一家勢ぞろいで食卓を和気藹々と囲んでいることから、家族仲は良好な模様。TVのバラエティ番組（大家族特集）の舞台にもされている。宮本と靖子は顔全体の登場はない。

## テレビドラマ
2018年4月7日 (6日深夜) から6月30日（29日深夜）までテレビ東京系の「ドラマ25」枠で毎週土曜0:52 - 1:23（金曜深夜）にて放送されていた。主演は池松壮亮。映画監督の真利子哲也が全話の脚本演出を手掛けた。
原作のストーリーをドラマと映画に渡って描き、ドラマ版では主人公の宮本が営業マンとして奮起する原作の前半部分「サラリーマン篇」が描かれている。
主人公が勤める文具メーカー・マルキタは、原作でモデルとなっているセキセイ東京本社が撮影に協力している。
ドラマ化にあたり、原作者の新井英樹は「マンガ家になって何かを表現する以上、誰かに影響を与えたいと考えていた。映像化されたことで、何人かには中継ぎの役目ができたようでうれしい」とコメントしている

### 主要人物
- 宮本浩 - 池松壮亮
- 田島薫 - 柄本時生
- 小田三紀彦 - 星田英利
- 甲田美沙子 - 華村あすか
- 大芝 - 新名基浩
- 岡崎部長 - 古舘寛治
- 安達辰也 - 高橋和也
- 益戸景 - 浅香航大
- 島貫康治 - 酒井敏也
- 中野靖子 - 蒼井優
- 神保和夫 - 松山ケンイチ

### ゲスト
- 石原 - 川面千晶〈第1話〉
- 茂垣裕奈 - 三浦透子〈第1話・2話〉
- 長山克美 - 綾田俊樹〈第2話・3話〉
- ミポタン - 川上友里〈第2話・3話〉
- 中島 - 森田涼花〈第4話〉
- トヨサン警備員 - 田中貴裕〈第4話〉
- 美濃 - 尾藤イサオ〈第5話～8話〉
- 宮本武夫 - 新井英樹〈第5話〉[9]
- 宮本秀子 - 工藤時子〈第5話〉
- 小田友子 - ぼくもとさきこ〈第5話〉
- ともえママ - 中村京子〈第5話〉
- 不動産屋 - 岡本誠〈第5話〉
- 重松 - 板橋駿谷〈第6話・7話〉
- 広瀬 - 安藤聖〈第6話〉
- 富永 - 桜まゆみ〈第6話・10話～12話〉
- 土田緑 - 北川裕子〈第7話・8話〉
- 峰岸直哉 - 村杉蝉之介〈第7話・10話・11話〉
- 徳間 - 片岡礼子〈第9話〉
- 小菅 - 岩瀬亮〈第9話〉
- 飯塚部長 - 窪園純一〈第9話〉
- フジマックス社長 - 田中敦夫〈第9話〉
- 梶井 - 鶴見辰吾〈第9話〉
- 飯島保 - 篠原篤〈第10話〉
- 飯島聡子 - 上地春奈〈第10話〉
- 辻 - 長野克弘〈第10話〉
- タクシードライバー - 峯田和伸〈第11話〉※カメオ出演[10]
- 佐々木 - 松澤匠〈第12話〉
- 亀田 - 宮田佳典〈第12話〉
- 太田 - 政岡泰志〈第12話〉
- 小芝 - 水澤紳吾〈第12話〉
- 綾部 - 細川唯〈第12話〉
- ドン・キホーテ店員 - 村上和成〈第12話〉
- ドン・キホーテ店員 - 松浦祐也〈第12話〉

### スタッフ
- 監督・脚本 - 真利子哲也
- 音楽 - 池永正二（あらかじめ決められた恋人たちへ）
- 題字 - 新井英樹
- 撮影 - 芦澤明子、浜田憲司
- 照明 - 永田英則
- 美術装飾 - 山田智也
- 録音 - 蟻川真矢
- 助監督 - 佐野隆英
- 制作担当 - 村山亜希子
- 衣装 - 川本誠子
- スタイリスト - 伊賀大介
- ヘアメイク - 酒井夢月
- アクション - 園村健介
- OP・ED撮影演出 - 佐内正史
- 技術協力 - 松竹映像センター、サウンドライズ
- スタジオ - 東映東京撮影所
- 特別協力 - セキセイ
- チーフプロデューサー - 大和健太郎（テレビ東京）
- プロデューサー - 藤野慎也（テレビ東京）、清水啓太郎（松竹撮影所）、加藤賢治（松竹撮影所）
- 製作 - テレビ東京 、松竹撮影所

### 主題歌
エレファントカシマシが主題歌『Easy Go』を書き下ろし、エンディングテーマ曲にはMOROHAの『革命』が採用された。
オープニング・エンディング映像はそれぞれ写真家の佐内正史が撮影・演出を担当。

### 受賞
- 第56回ギャラクシー賞 テレビ部門 奨励賞[3]

## 映画
2019年9月27日公開。ドラマ版に引き続き主演は池松壮亮、監督は真利子哲也。映画版では蒼井優演じる中野靖子をヒロインとした原作の後半部分を描き、壮絶な決闘シーンも登場する。
2012年に真利子と池松のもとに映画化のオファーがあり、2018年のドラマ化を経て2019年に映画化が実現。撮影は2018年9月29日から10月30日にかけて行われた。
映画レビューサイト「Filmarks」の2019年邦画満足度ランキングで第1位を記録している（平均スコアは5点満点中4.15）。

### キャスト
- 宮本浩 - 池松壮亮
- 中野靖子 - 蒼井優
- 風間裕二 - 井浦新
- 真淵拓馬 - 一ノ瀬ワタル
- 田島薫 - 柄本時生
- 小田三紀彦 - 星田英利
- 岡崎正蔵 - 古舘寛治
- 大野平八郎 - 佐藤二朗
- 真淵敬三 - ピエール瀧
- 神保和夫 - 松山ケンイチ
- 宮本武夫 - 新井英樹
- 宮本秀子 - 工藤時子
- 中野靖邦 - 螢雪次朗
- 中野静江 - 梅沢昌代
- 中野瑞穂 - 小野花梨

### スタッフ
- 原作 - 新井英樹『宮本から君へ』（百万年書房 / 太田出版刊）
- 監督 - 真利子哲也
- 脚本 - 真利子哲也、港岳彦
- 音楽 - 池永正二
- エグゼクティブプロデューサー - 河村光庸、岡本東郎
- プロデューサー - 佐藤順子
- ラインプロデューサー - 角田道明
- 撮影 - 四宮秀俊
- 照明 - 金子康博
- 録音 - 西條博介
- キャスティング - おおずさわこ
- 助監督 - 佐野隆英
- 制作担当 - 金子賢太郎
- 装飾 - 山田智也
- スタイリスト - 伊賀大介
- ヘアメイク - 小林雄美
- 特写 - 佐内正史
- 音楽プロデューサー - 齋見泰正
- 配給 - スターサンズ、KADOKAWA
- 制作プロダクション - スターサンズ
- 制作協力プロダクション - CREDEUS
- 製作幹事 - VAP
- 製作 - 『宮本から君へ』フィルムパートナーズ（VAP、KADOKAWA、テレビ東京、朝日新聞社、スターサンズ、ユニバーサルミュージック、イオンエンターテイメント、BSテレビ東京、テレビ大阪）

### 主題歌
宮本浩次『Do you remember?』（ユニバーサルシグマ）
Vocal：宮本浩次 / Guitar：横山健 / Bass：Jun Gray / Drums：Jah-Rah

### 受賞
- 第11回TAMA映画賞[19]
  - 最優秀女優賞（蒼井優）※「長いお別れ」「斬、」と合わせて
  - 最優秀男優賞（井浦新）※「嵐電」「こはく」と合わせて
- 第41回ヨコハマ映画祭[20]
  - 日本映画ベストテン第4位
  - 主演男優賞（池松壮亮）
  - 撮影賞（四宮秀俊）
- 第32回日刊スポーツ映画大賞・石原裕次郎賞[21]
  - 監督賞（真利子哲也）
  - 主演男優賞（池松壮亮）
- 第34回高崎映画祭[22]
  - 最優秀監督賞（真利子哲也）
- 第62回ブルーリボン賞[23]
  - 監督賞（真利子哲也）
- おおさかシネマフェスティバル2020[24]
  - 作品賞
  - 主演男優賞（池松壮亮）
- 第93回キネマ旬報ベスト・テン[25]
  - 日本映画ベスト・テン第3位
  - 主演男優賞（池松壮亮）
- 第29回日本映画プロフェッショナル大賞[26]
  - 作品賞

### 助成金不交付問題
日本芸術文化振興会が、出演者の一人であるピエール瀧の不祥事を理由として、助成金の交付内定を取り消していたことが2019年10月23日までに判明した。これに対して映画製作会社「スターサンズ」は、助成金交付を求め裁判を起こし、2021年6月21日の東京地方裁判所は「製作会社への助成金と出演者の犯罪行為は無関係だ」とし、助成金交付取り消し処分を違法とする判決を言い渡した。2022年3月3日の東京高等裁判所での控訴審では「薬物乱用の防止という公益性の観点からされたものであり、芸術的観点からされたものではないから、文化的芸術的価値を軽視したということはできない」と判断し、一審の判決を破棄し、原告敗訴の判決を言い渡した。
その後、最高裁判所（第二小法廷）は2023年11月17日、助成金を交付すると一般的公益が害されるとして重視し得るのは、「その対象とする活動に係る表現行為の内容に照らして当該公益が重要なものであり、かつ、当該公益が害される具体的な危険がある場合に限られる」とした上で、「本件出演者が本件助成金の交付により直接利益を受ける立場にあるとはいえない」こと等に照らすと、「薬物乱用の防止という公益が害される具体的な危険があるとはいい難い」「（助成金の在り方に対する国民の理解という）抽象的な公益が薬物乱用の防止と同様に重要なものであるということはできない」（判旨より）として、不交付を妥当とした控訴審判決を破棄し、製作会社側の逆転勝訴が確定した。